# Cherryvale, Kansas
Cherryvale är en ort i Montgomery County i Kansas. Vid 2020 års folkräkning hade Cherryvale 2 192 invånare.